# Torres del Paine (Kommune)
Torres del Paine ist eine Kommune im Süden Chiles. Sie liegt in der Provinz Última Esperanza in der Región de Magallanes y de la Antártica Chilena. Sie hat 1209 Einwohner und liegt ca. 270 Kilometer nordwestlich von Punta Arenas, der Hauptstadt der Region. Bekannt ist die Kommune vor allem aufgrund des gleichnamigen Nationalparks, der sich auf dem Gebiet der Kommune befindet.

## Geschichte
Das Gebiet der heutigen Gemeinde wurde ursprünglich von den Aónikenk und den Tehuelche bewohnt. Diese leben schon seit etwa 11.000 Jahren in der Region, Funde auf dem Gebiet der Gemeinde Torres del Paine hingegen werden etwa 3500 Jahre zurückdatiert. Mitte des 16. Jahrhunderts erkundeten spanische Kolonialisten erstmals das Gebiet. Ende des 19. Jahrhunderts begann schließlich die Kolonialisierung der Region, vor allem durch Engländer und Deutsche, die dort Viehwirtschaft betrieben. 1927 wurde schließlich die Ortschaft Torres del Paine gegründet.

## Demografie und Geografie
Laut der Volkszählung aus dem Jahr 2017 leben in Torres del Paine 1209 Einwohner, davon sind 800 männlich und 409 weiblich. Hauptort der Gemeinde Torres del Paine ist heute Cerro Castillo, daneben gibt es auch noch die gleichnamige Ortschaft Torres del Paine. Die Kommune hat eine Fläche von 6469,7 km² und grenzt im Norden und Osten an das Departamento Lago Argentino in der argentinischen Provinz Santa Cruz, im Südosten an das ebenfalls in Argentinien befindliche Departamento Güer Aike sowie im Süden und Westen an Natales.
Geografisch ist die Kommune vor allem durch die im Nationalpark Torres del Paine befindlichen Landschaften geprägt, wie etwa den Cerro Paine Grande und die Torres del Paine, den Lago Nordenskjöld, den Lago Grey und den Lago El Toro. Der Park ist auch das touristische Hauptziel der Kommune.

## Politik
Die aktuelle Bürgermeisterin von Torres del Paine ist die unabhängige Anahí Marcela Cardenas. Auf nationaler Ebene liegt Torres del Paine im 28. Wahlkreis, der die gesamte Region umfasst.

## Wirtschaft und Verkehr
In Torres del Paine gibt es 14 angemeldete Unternehmen. Wichtig sind dabei hauptsächlich der Tourismus, aber auch noch die Viehwirtschaft.
Über die Ruta 9 ist Torres del Paine mit Punta Arenas an der Magellanstraße verbunden. Es besteht keine Straßenverbindung weiter zum Norden des Landes.

## Fotogalerie

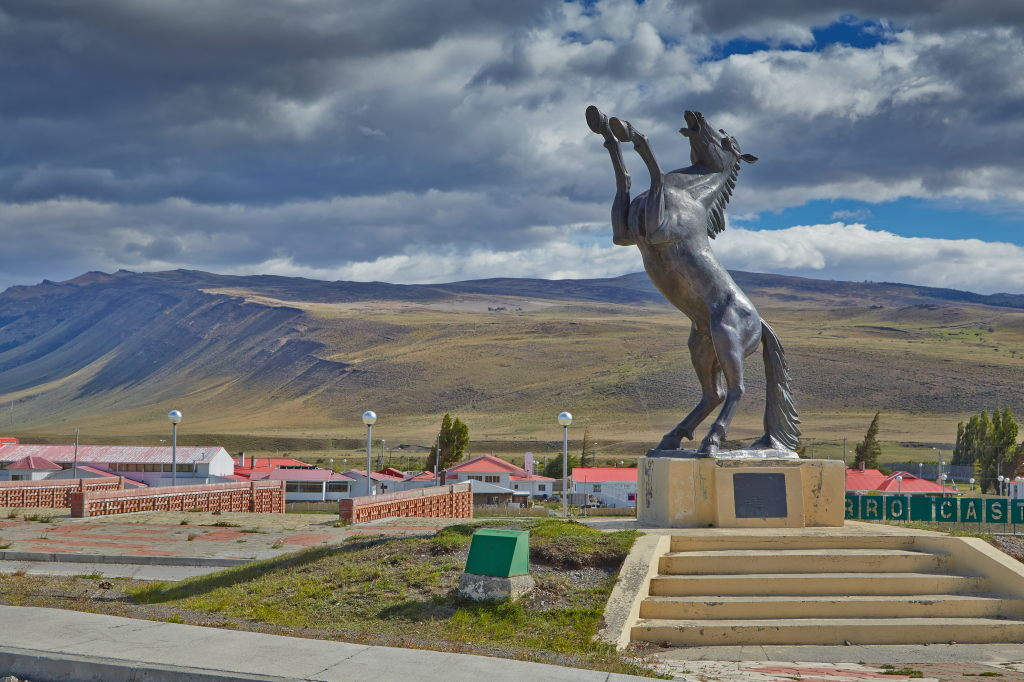
Pferdestatue in Cerro Castillo
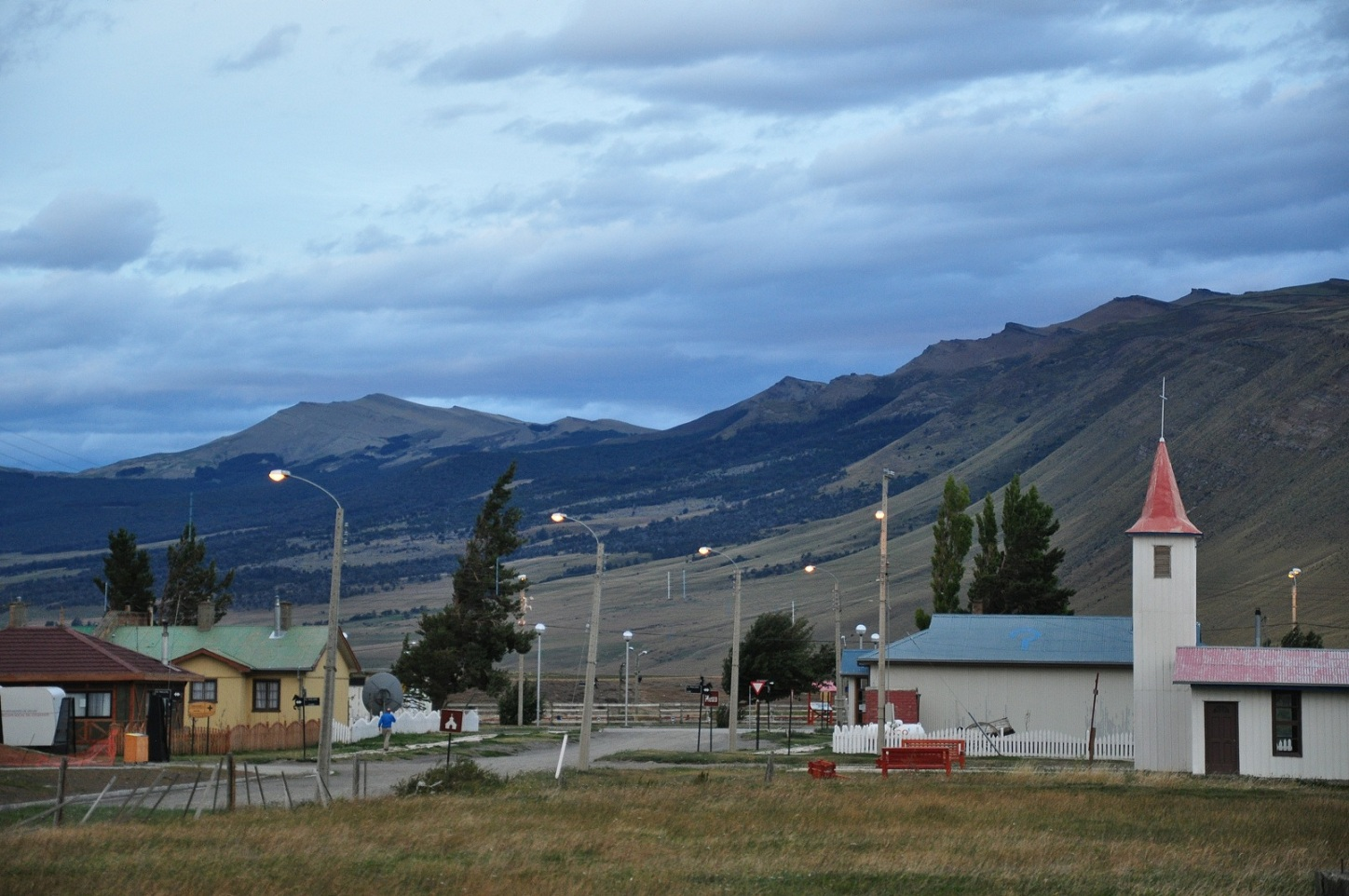
Die Ortschaft Cerro Castillo
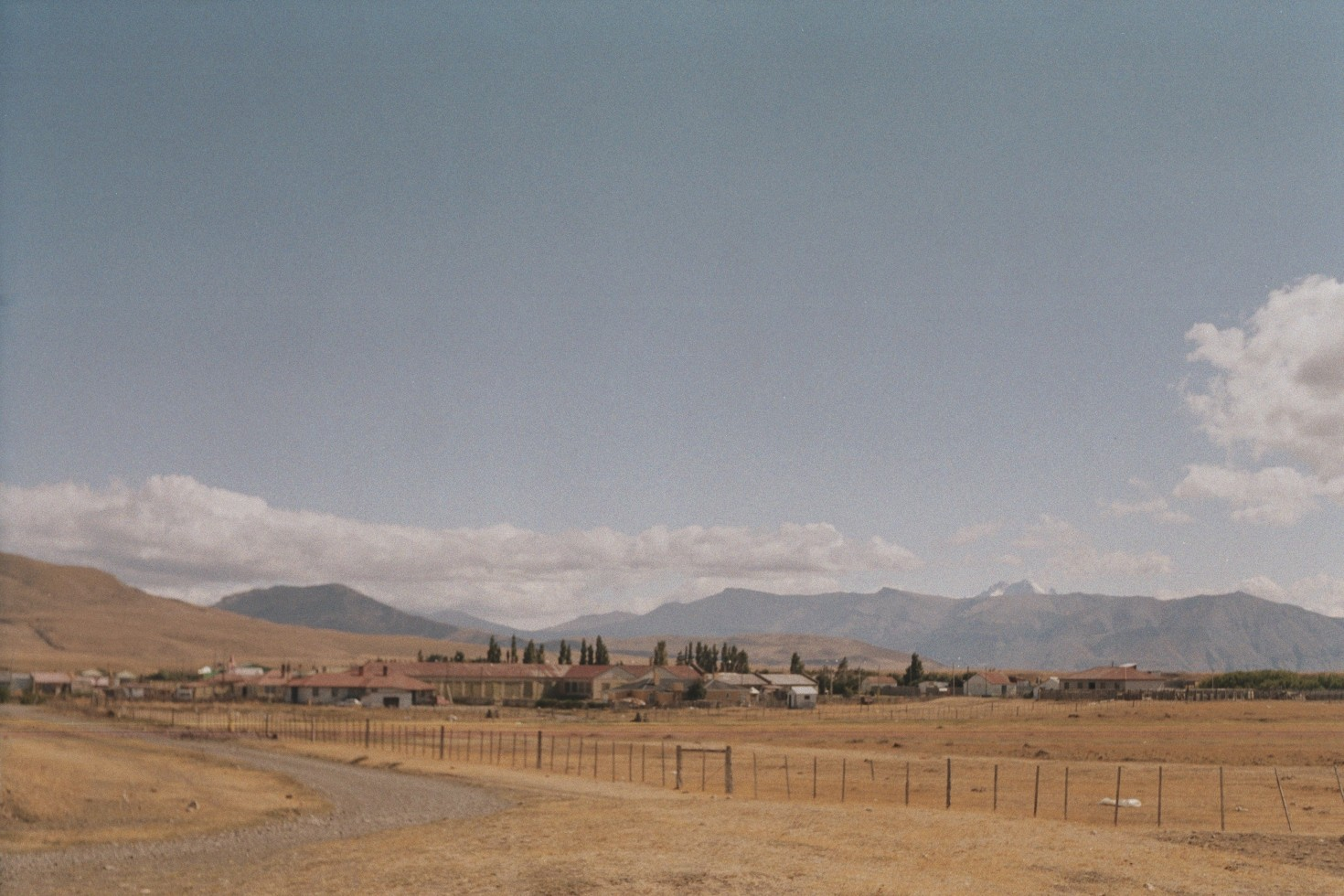
Feld und Weide in der Gemeinde
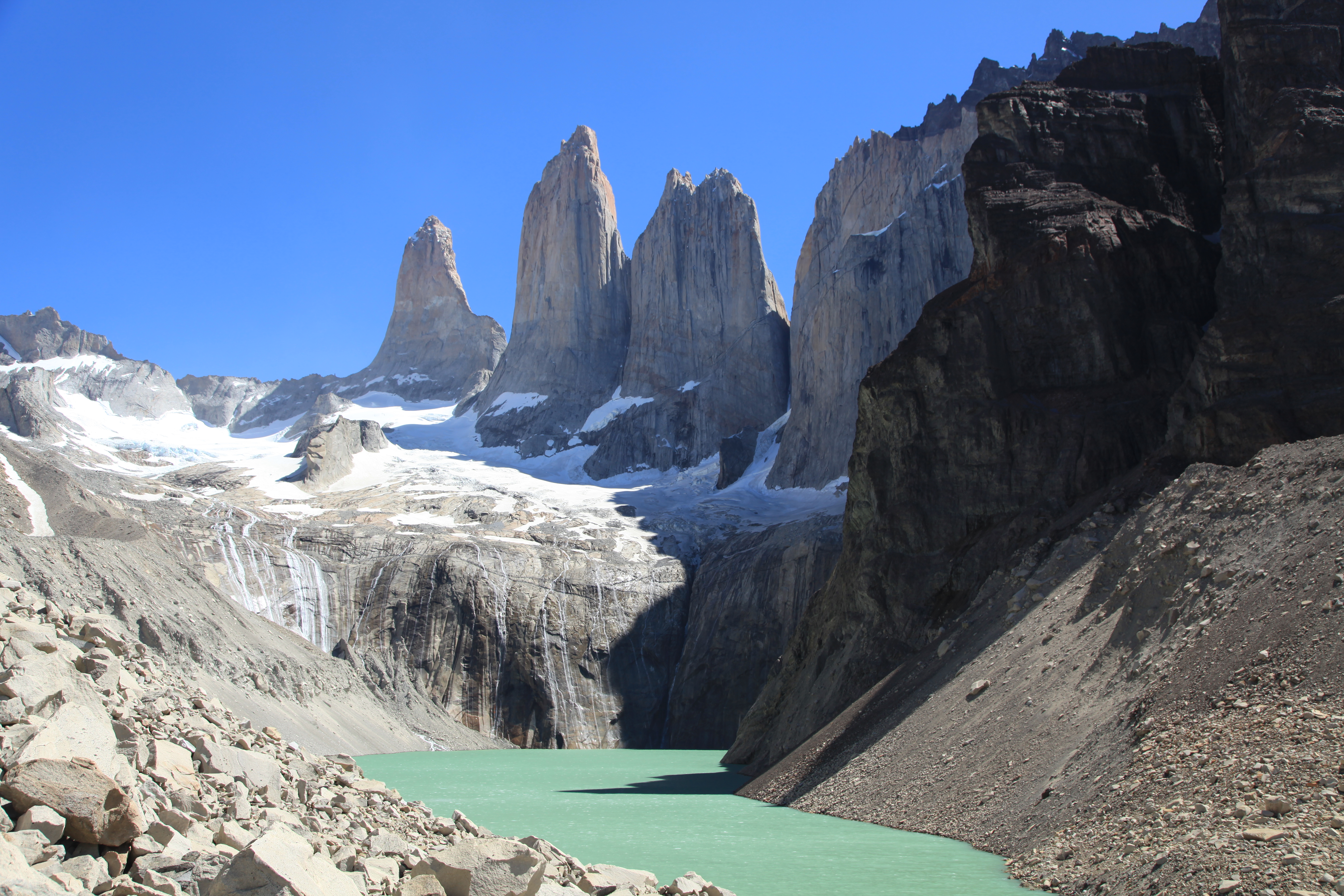
Die Torres del Paine
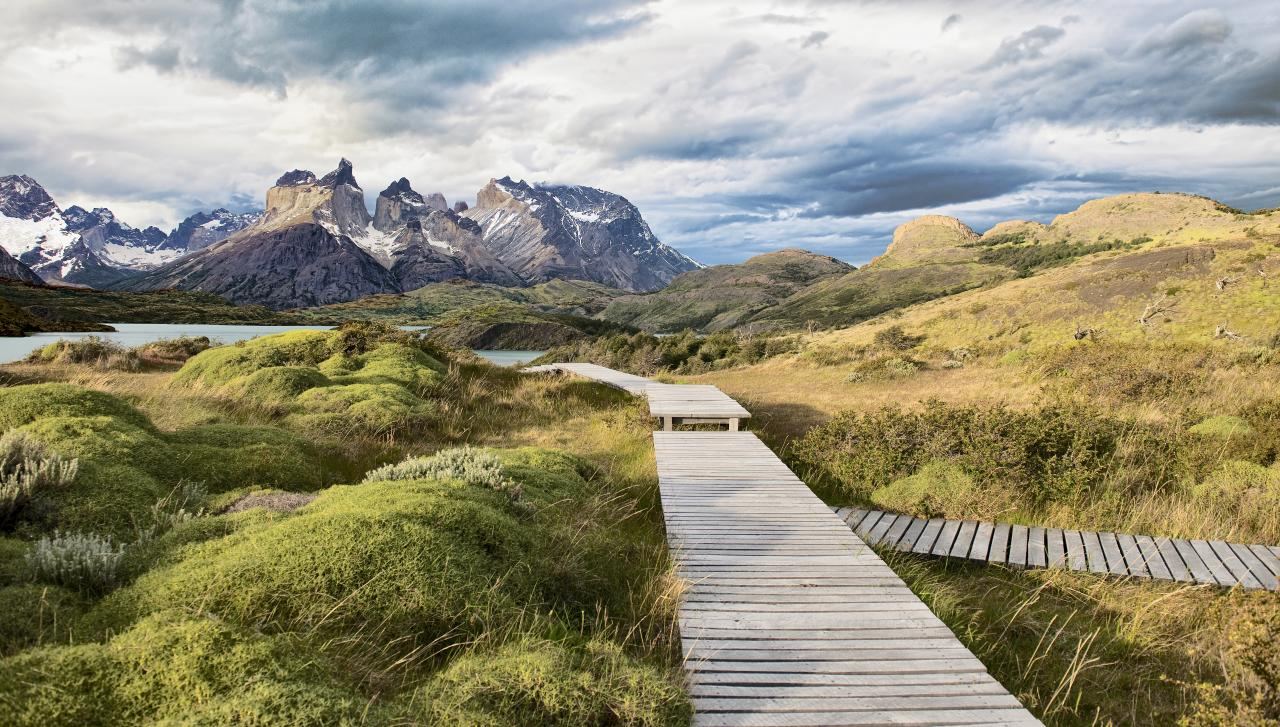
Landschaft im Nationalpark